# Yawara (песня)
Yawara (яп. 柔, букв. «мягкость, гибкость») — песня 1964 года из репертуара японской певицы Хибари Мисоры и самый продаваемый её сингл.
Песня написана в тематике спорта, а именно дзюдо (яп. 柔道, «мягкого пути»). Автор музыки — много работавший с Мисорой с самого начала её карьеры один из «отцов энки», композитор Масао Кога, слов — Синъити Сэкидзава, более известный как киносценарист, в частности, как автор сценариев фильмов про Годзиллу 1962—1965 годов.
Несмотря на «мягкое» название, песня разительно отличается от обычного стиля Масао Коги, для которого характерен меланхолический гитарный перебор в пентатоническом миноре (примером чего является другой "миллионник" Мисоры, репрезантативная энка Kanashii Sake). Yawara, напротив, написана в пентатоническом мажоре с характером, близким к военному маршу, исполняется в достаточно напористом стиле. Помимо прочего, Мисора неоднократно исполняла эту песню в травести-образе юноши с соответствующей прической (париком), с намеренно пониженным для имитации мужского голоса регистром и в низко (по-мужски) подпоясанном хаори и хакаме либо мужском кимоно; исполнительницы каверов этой песни также пользуются подобным приёмом.
Впервые песня прозвучала как «тема» одной из дорам на канале Nippon Television. Выпуск и начало распространения сингла наложились на Токийскую олимпиаду 1964 года, на которой впервые в олимпийскую программу было введено дзюдо, что подстегнуло его продажи; менее чем за полгода было продано, по крайней мере, 1,8 миллиона копий сингла, сделав его бестселлером Хибари Мисоры.
Песня принесла певице главную премию на 7-й церемонии вручения Japan Record Awards (японского аналога премии «Грэмми»). Кроме того, Мисора участвовала с этой песней в составе «красной» команды на 15-м и 16-м новогодних музыкальных конкурсах/шоу «Кохаку ута гассэн».

## Издания песни
Песня неоднократно издавалась и в нотном формате, и (в исполнении Хибари Мисоры) на аудионосителях, как в виде синглов различного формата и с различными «сторонами B», так и в сборных альбомах; ниже приведена часть из них.
- Оригинальный сингл 1964 года (формат: грампластинка-миньон)
  1. Yawara
  2. Furi mukanaide (яп. ふり向かないで, примерно «Не стоит оглядываться»)
- CD-сингл (выпущен 21 февраля 1991)
  1. Yawara
  2. Oshima Sentarō (яп. お島千太郎)
- Сингл на CD (выпущен 21 февраля 1991) и компакт-кассетах (выпущен 21 августа 1992)
  1. Yawara
  2. Yawara (караоке-версия в оригинальной аранжировке)
  3. Shinobu (яп. しのぶ, букв. «Воспоминания»)
  4. Shinobu (караоке-версия)
- Аудио-CD Misora Hibari Tribute (「美空ひばりトリビュート」; выпущен 20 июля 2000)

Трек 11: Yawara
- Сингл на CD и компакт-кассетах (выпущен 20 июня 1998)
  1. Yawara
  2. Yawara (караоке-версия)
  3. Minatomachi jūsan-banchi (яп. 港町十三番地, примерно «Квартал портовый, дом тринадцать»)
  4. Minatomachi jūsan-banchi (караоке-версия)
- Сингл на CD и компакт-кассетах (выпущен 20 августа 2003)
  1. Yawara (запись 1964 года)
  2. Zankyō komoriuta (запись 1983 года, примерно «Колыбельная сорванца»)
  3. Yawara (караоке-версия)
  4. Zankyō komoriuta (караоке-версия)

## Кавер-версии известных исполнителей
- Ая Симадзу[яп.] (выпущена на DVD 「島津亜矢リサイタル2006 連理」(20 декабря 2006)[6], CD-альбомах 「波動 亜矢・美空ひばりを唄う」 и 「島津亜矢 不朽の名作集 星野哲郎 艶歌・縁歌・援歌」(21 октября 2009 и 23 июня 2010)[7])
- Кэйдзо Наканиси[яп.] (выпущена на диске в 2000 году)

## Вторичное использование в массовой культуре
- (по непроверенным данным) Песня использована как «тема» Дзигоро Инокумы — деда и наставника главной героини Явары — в аниме-сериале 1989 года Yawara! по одноименной спортивной манге.